# Hugofreedara
× Hugofreedara, (abreviado Hgfda) en el comercio, es un híbrido intergenérico entre los géneros de orquídeas Ascocentrum × Doritis × Kingiella. Fue publicado en Orchid Rev. 87(1027) cppo: 8 (1979).